# 奧克斯博 (緬因州)
奧克斯博（英語：Oxbow）是位於美國緬因州阿魯斯圖克縣的一個未組織地區。

## 地方資料
奧克斯博的面積為99.10平方千米，當中陸地面積為97.90平方千米，而水域面積為1.20平方千米。根據2010年美國人口普查的數據，當地共有人口66人，而人口密度為每平方千米0.67人。